# Machy (Somma)
Machy – miejscowość i gmina we Francji, w regionie Hauts-de-France, w departamencie Somma.
Według danych na rok 2011 gminę zamieszkiwało 126 osób, a gęstość zaludnienia wynosiła 38 osób/km² (wśród 2293 gmin Pikardii Machy plasuje się na 881. miejscu pod względem liczby ludności, natomiast pod względem powierzchni na miejscu 1031.).